# Jonathan Cross
Jonathan Thomas ducan Charlie Cross (sinh ngày 20 tháng 9 năm 2003) là một cầu thủ bóng đá thi đấu ở vị trí hậu vệ ở Football League cho Wrexham, Hereford United và Chester City.